# فرديناند فرنانديز
فرديناند فرنانديز (بالإنجليزية: Ferdinand Francis Fernandez)‏ هو محامي وقاضي أمريكي، ولد في 29 مايو 1937 في باسادينا في الولايات المتحدة.

## وصلات خارجية
- فرديناند فرنانديز على موقع إن إن دي بي (الإنجليزية)